# Старухин, Борис Петрович
 Борис Петрович Старухин (14 мая 1950, Рузаевка, Мордовская АССР — 20 сентября 2023) — советский футболист, защитник.

## Карьера
Начинал играть в юношеской команде «Энергия» из города Тольятти. В 1968—1969 играл во второй лиге за тольяттинский «Химик». В 1969 дебютировал в высшей лиге в составе куйбышевских «Крылья Советов». В 1971—1972 вместе с большой группой куйбышевских футболистов (Воронин, Ковалёв, Кораблёв, Котляров, Минеев, Петров, Старков, Тимофеев, Юткин) проходил службу в хабаровском СКА. В 1972 попал в дубль ЦСКА. После демобилизации вернулся в Куйбышев, играл в «Крыльях Советов» до 1977 года. В дальнейшем играл в пермской «Звезде» (1977) и уфимском СК им. Гастелло (1978). В 1979 переехал в Сургут, где уже несколько лет играли его бывшие одноклубники Юрий Котляров и Юрий Старков. За местный «Нефтяник» играл в региональных и отраслевых турнирах до 1982 года.